# Río Homem
El río Homem es un río del noroeste de la península ibérica que discurre por el distrito de Braga, en Portugal. 

## Curso
El Homem nace en la sierra de Gerez y drena un área de 256 km². Después del nacimiento, en el municipio de Terras de Bouro, atraviesa los municipios de Amares y Vila Verde desembocando en el río Cávado.
El caudal anual en la desembocadura del río Homem, en Soutelo (Vila Verde), es de 399 hm³, siendo el afluente que más contribuye al caudal total del río Cávado.

## Obras hidráulicas
En este río se encuentra la central hidroeléctrica de Vilarinho das Furnas, obra terminada en 1972, con una capacidad útil de embalse de 97,5 hm³. Tiene una altura de 94 m, una corona de 385 m y es del tipo de arco.